# Pictură murală la Casa de cultură (Strășeni)
Pictură murală la Casa de cultură este o pictură murală amplasată în Strășeni, Republica Moldova. Este un fost monument arhitectural de importanță națională, care a fost inclus în Registrul monumentelor Republicii Moldova ocrotite de stat cu nr. 1352 (raionul Strășeni) până la eliminarea sa la 28 septembrie 2018.